# Șitoaia (okręg Dolj)
Șitoaia – wieś w Rumunii, w okręgu Dolj, w gminie Almăj. W 2011 roku liczyła 607 mieszkańców.